# 原進一
原 進一（はら しんいち、1948年 -）は、日本の小説家、推理作家。

## 経歴・人物
兵庫県神戸市生まれ。東京外国語大学フランス語学科を卒業する。全日本空輸株式会社に入社し、東京、大阪、福岡、鹿児島などで勤務を経る。1994年から1998年までは、オランダ・アムステルダムに駐在している。2008年に退職する。
2015年、「アムステルダムの詭計」で第8回ばらのまち福山ミステリー文学新人賞を受賞する。選考委員の島田荘司は、同作について「文体が成熟しており、冷静な推理思考を軸に据えた大人の探偵文学と言える」と評価している。

## 作品リスト
- アムステルダムの詭計（2016年5月 原書房）